# Milan Tomić
Milan Tomić (in serbo Милaн Томић?; Belgrado, 24 luglio 1973) è un ex cestista e allenatore di pallacanestro serbo con cittadinanza greca.

## Palmarès

### Giocatore
- Campionato greco: 5

Olympiakos: 1992-93, 1993-94, 1994-95, 1995-96, 1996-97
- Coppa di Grecia: 3

Olympiakos: 1993-94, 1996-97, 2001-02
- Coppa dei Campioni: 1

Olympiakos: 1996-97

### Allenatore
- Campionato serbo: 1

Stella Rossa: 2018-19
- Lega Adriatica: 1

Stella Rossa: 2018-19
- Supercoppa di Lega Adriatica: 1

Stella Rossa: 2018